# Blaiken
Blaiken är ett naturreservat i Storumans kommun och Sorsele kommun i Västerbottens län.
Området är naturskyddat sedan 2018 och är 236 kvadratkilometer stort. Reservatet sträcker sig tre mil österut från kanten av fjällkedjan och består av tät skog, öppna myrar och småtjärnar.